# Кизил
Кизи́л, или Дёрен (лат. Córnus), — род растений семейства Кизиловые, включающий более 50 видов. В основном это древесные листопадные растения, жизненная форма которых — деревья или кустарники. Некоторые виды — травянистые многолетние растения, несколько видов — древесные вечнозелёные. Род включает 4 подрода. Произрастает в Южной и Восточной Европе, России, на Кавказе, в Малой Азии, Японии, Китае, Северной Америке. Плоды кизила представляют собой костянки, их можно употреблять в пищу. 
Название Дёрен изначально относилось к самостоятельному роду Chamaepericlymenum, который по современной классификации полностью включён в состав рода Cornus (Кизил). Также в состав этого рода целиком включены роды Swida (Свида), Thelycrania (Свидина) и  Benthamidia (Бентамидия).

## Ботаническое описание
Большинство видов имеют супротивные листья и лишь немногие — очерёдные.
Плоды у всех видов — костянки с одним или двумя семенами. Созревают плоды с августа по октябрь.
Цветки четырёхчастные.

## Хозяйственное значение и применение
Многие виды подрода Swida — столононосные кустарники. Многие из них используются в декоративном садоводстве, особенно те, которые имеют ярко-красную или ярко-жёлтую окраску коры побегов.
Большинство видов подрода Benthamidia — небольшие деревья, широко используемые в паркостроении из-за красоты и элегантности.
Плоды некоторых видов подродов Cornus и Benthamidia съедобны (плоды кизила обыкновенного имеют приятный аромат, кисло-сладкий, терпкий, вяжущий вкус; их используют в пищевой промышленности); у подрода Swida — умеренно ядовиты для людей (хотя охотно поедаются птицами).
Кизилом питаются личинки некоторых чешуекрылых, включая Eudia pavonia, Ectropis crepuscularia, Euplexia lucipara, и чехликовых молей (Coleophoridae): Coleophora ahenella, Coleophora salicivorella (отмечены на Cornus canadensis), Coleophora albiantennaella, Coleophora cornella и Coleophora cornivorella (три последних питаются исключительно на кизиле).
В давние времена кизил использовался американскими первопоселенцами для чистки зубов.
Древесина кизила высоко ценилась для производства челноков для ткацких станков, стрел, дверных ручек и других небольших вещиц, которые требуют очень твёрдой древесины. Из древесины кизила также делали прижимные винты прессов для отжима сока из винограда и фруктов, теннисные ракетки, ручки для молотков.
Цветок кизила Наттолла, или тихоокеанского, — официальный цветок канадской провинции Британская Колумбия.
Кизил цветущий и его цветок — официальное дерево штатов Виргиния и Миссури и официальный цветок штатов Виргиния и Северная Каролина.

## Этимология

### Латинский язык
Латинское название Cornus было распространено у римлян, cornus в переводе с лат. — «рог» (по твёрдости древесины).

### Английский язык
Английское название dogwood происходит от англ. dagwood и связано с использованием кизила с его очень твёрдой древесиной для изготовления англ. dags — деревянных кинжалов.
Название англ. Dog-Tree было впервые включено в английский словарь в 1548 году, затем преобразилось в Dogwood в 1614 году. Это название относилось к собственно дереву, затем приобрело иную логическую окраску: англ. Hound's Tree, собачье дерево, поскольку плоды стали известны как англ. dogberries, или англ. houndberries — собачьи ягоды.
Не исключено, что общее название Dogwood получилось из-за того, что собаки чесали об них свои бока.
Ещё одно название — англ. blood-twig, кровавый побег, — дано по красному цвету, который побеги приобретают осенью.
В ботанической и разговорной речи название англ. dogwood winter  — дёреновая, или кизиловая зима — может быть использовано для описания возвратных заморозков ранней весной, в период цветения кизила обыкновенного.

### Русский язык
Более распространённое название в современном русском языке заимствовано из тюркского слова kyzyl, означающего «красный». Также для этого рода растений существует собственное русское название — «Дёрен».

## Классификация

### Таксономия
Cornus L., 1753, Sp. Pl. : 118
Род Кизил относится к семейству Кизиловые (Cornaceae) порядка Кизилоцветные (Cornales). Кладограмма в соответствии с Системой APG IV по состоянию на декабрь 2023 года:
|  |                                      |  |                                   |                                   |                     |  | ещё 6 семейств |            |            |                                                           |
|  |                                      |  |                                   |                                   |                     |  |                |            |            | 59 подтвержденных видов и 31 вид, ожидающих подтверждения |
|  |                                      |  |                                   | порядок Кизилоцветные             |                     |  |                |            | род Кизил  |                                                           |
|  |                                      |  |                                   | порядок Кизилоцветные             |                     |  |                |            | род Кизил  |                                                           |
|  | отдел Цветковые, или Покрытосеменные |  |                                   |                                   | семейство Кизиловые |  |                |            |            |                                                           |
|  | отдел Цветковые, или Покрытосеменные |  |                                   |                                   |                     |  |                |            |            |                                                           |
|  |                                      |  | ещё 63 порядка цветковых растений | ещё 63 порядка цветковых растений |                     |  |                | еще 2 рода | еще 2 рода |                                                           |
|  |                                      |  |                                   | ещё 63 порядка цветковых растений |                     |  |                |            | еще 2 рода |                                                           |

### Виды
- Cornus × acadiensis Fernald
- Cornus × arnoldiana Rehder
- Cornus × friedlanderi W.H.Wagner
- Cornus × lepagei Gervais & Blondeau
- Cornus × unalaschkensis Ledeb. — Кизил уналашкский
- Cornus alba L. — Свидина белая, или Кизил белый
- Cornus alternifolia L.f. — Кизил супротивнолистный
- Cornus amomum Mill. — Кизил душистый
- Cornus arnoldiana Rehder
- Cornus asperifolia Michx. — Кизил шершаволистный
- Cornus austrosinensis W.P.Fang & W.K.Hu — Кизил южно-китайский
- Cornus bretschneideri L.Henry — Кизил Бретшнейдера
- Cornus canadensis L. — Кизил канадский
- Cornus capitata Wall. — Кизил головчатый
- Cornus chinensis Wangerin — Кизил китайский
- Cornus controversa Hemsl. — Кизил спорный
- Cornus darvasica (Pojark.) Pilip.
- Cornus disciflora Moc. & Sessé ex DC.
- Cornus drummondii C.A.Mey. — Кизил Друммонда
- Cornus excelsa Kunth
- Cornus eydeana Q.Y.Xiang & Y.M.Shui
- Cornus florida L. — Кизил цветущий
- Cornus foemina Mill. — Кизил женский
- Cornus glabrata Benth. — Кизил голый
- Cornus hemsleyi C.K.Schneid. & Wangerin — Кизил Хемсли
- Cornus hongkongensis Hemsl. — Кизил гонконгский
- Cornus iberica Woronow
- Cornus koehneana Wangerin — Кизил Кёне
- Cornus kousa F.Buerger ex Hance — Кизил японский
- Cornus macrophylla Wall. — Кизил крупнолистный
- Cornus mas L. typus[8] — Кизил обыкновенный, или Кизил мужской
- Cornus meyeri (Pojark.) Pilip.
- Cornus meyeri Pilipenko
- Cornus multinervosa (Pojark.) Q.Y.Xiang
- Cornus nuttallii Audubon ex Torr. & A.Gray
- Cornus nuttallii Audubon ex Torr. & A.Gray — Кизил Наттолла
- Cornus obliqua Raf.
- Cornus oblonga Wall.
- Cornus officinalis Siebold & Zucc. — Кизил лекарственный
- Cornus oligophlebia Merr.
- Cornus papillosa W.P.Fang & W.K.Hu
- Cornus parviflora S.S.Chien
- Cornus peruviana J.F.Macbr.
- Cornus quinquinervis Franch.
- Cornus racemosa Lam. — Кизил кистевидный
- Cornus rugosa Lam. — Кизил морщинистый
- Cornus sanguinea L. — Кизил кровяно-красный
- Cornus schindleri Wangerin
- Cornus sericea L. — Кизил блестящий, или Свида шелковистая
- Cornus sessilis Torr. — Кизил сидячий
- Cornus slavinii Rehder
- Cornus suecica L. — Кизил шведский
- Cornus sunhangii T.Deng, Z.Y.Lv & Zhi M.Li
- Cornus torreyi S.Watson
- Cornus ulotricha C.K.Schneid. & Wangerin
- Cornus volkensii Harms
- Cornus walteri Wangerin — Кизил Уолтера
- Cornus wardiana Rushforth & Wahlsteen
- Cornus wilsoniana Wangerin — Кизил Уилсона

### Синонимы
- Afrocrania (Harms) Hutch.
- Arctocrania Nakai
- Benthamia Lindl.
- Benthamidia Spach
- Bothrocaryum (Koehne) Pojark.
- Chamaepericlimenum Hill
- Chamaepericlymenum Hill
- Cornella Rydb.
- Cynoxylon Raf.
- Dendrobenthamia Hutch.
- Discocrania (Harms) M.Král
- Eukrania Raf.
- Kraniopsis Raf.
- Macrocarpium Nakai
- Mesomora (Raf.) O.O.Rudbeck ex Lunell
- Ossea Lonitzer ex Nieuwl. & Lunell
- Svida Opiz
- Swida Opiz
- Telukrama Raf.
- Thelycrania (Dumort.) Fourr.

## Легенды, связанные с кизилом

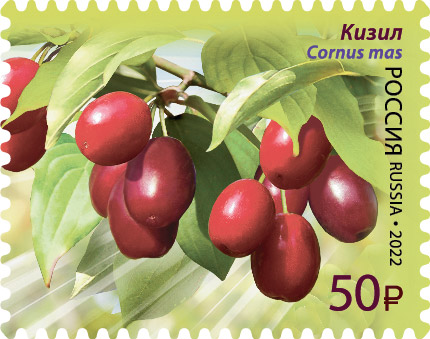
Почтовая марка. Серия «Флора России. Ягоды». Кизил

Существует христианская легенда (неизвестного происхождения), что Святой Крест был сделан из кизила. Как утверждается, во времена Христа кизилы были больше, чем сейчас, — самыми большими деревьями в районе Иерусалима. Однако после Распятия Христос изменил растение до его нынешнего состояния: оно стало ниже, его ветви повисли, чтобы его нельзя было больше использовать для распятий. Христос также изменил его цветок, чтобы он напоминал о Кресте, — с четырьмя накрест-лежащими лепестками, которые олицетворяют четыре луча Креста, колючки — гвозди, которыми Христос был прибит, красные тычинки цветков — терновый венец, а красные плоды — его кровь.
На мусульманском востоке существовала в разных вариантах легенда о дьяволе и кизиле.
1. Дьявол долго уговаривал кизиловое дерево расцвести, и когда оно, поддавшись его уговорам, расцвело, то оказалось, что весна едва только началась и ни одно дерево ещё не покрылось цветами из боязни заморозков (на Кавказе кизиловое дерево зацветает раньше других фруктовых деревьев). Отсюда поговорка: «Как дьявол не отходит от кизилового дерева»
2. Когда Аллах сотворил мир, он лег отдохнуть, а на земле настала блаженная весна. Начали распускаться почки, зазеленели деревья, стали появляться цветы. Поднялся тут большой шум. Этот схватит одно, тот тянет другое, ссорятся между собой, ругаются. Не выдержал Аллах, проснулся и стал наводить порядок. Первым делом позвал к себе всех и сказал так: «Неразумные дети мои! Вы перепортите все сады. Повелеваю каждому из вас выбрать себе какое-нибудь растение, чтобы впредь только им и пользоваться». Что тут началось! Кто просит вишню, кто яблоню, кто персик. Подошел к Аллаху и Шайтан.
— И что же ты выбрал? — спросил Аллах. — Кизил. — Почему кизил? — Так, — не хотел сказать правду Шайтан. — Хорошо, бери кизил, — сказал Аллах.
Весело запрыгал Шайтан, ещё бы — он ловко обхитрил всех, выпросив себе кизил. Кизил ведь первым зацветает, значит раньше других растений даст урожай. А первая ягода, как известно, самая дорогая. Но вот настало лето, начали созревать плоды черешни, вишни, яблони, груши, персика. А кизил все не зрел и по-прежнему оставался твердым и зелёным. Сидит Шайтан под деревом, злится: «Да созревай скорей, шайтанова ягода!». Не зреет кизил. Тогда стал Шайтан дуть на ягоды, и сделались они красными-красными, словно пламя, но, как и раньше, оставались твердыми и кислыми.
— Ну, как твой кизил? — спрашивали Шайтана люди. — Гадость, а не ягоды, берите их себе.
Поздней осенью, когда урожай в садах был уже собран, люди пошли в лес за кизилом. Собирая вкусные, спелые ягоды, они посмеивались над Шайтаном: «Просчитался Шайтан!» А Шайтан тем временем бесился от злости и думал, как бы отомстить людям. И придумал. На следующую осень он сделал так, что кизила уродилось вдвое больше. Но чтобы он созрел, нужно было и вдвое больше тепла. Обрадовались люди большому урожаю, не подозревая, что это проделки Шайтана. А солнце истощилось за лето и не могло послать на землю уже достаточно тепла. И наступила такая суровая зима, что позамерзали все сады, а люди чуть живы остались. С тех пор существует примета: коли большой урожай кизила — быть холодной зиме.